# Kie Tamai
Pas d'image ? Cliquez ici

a Compétitions nationales et continentales officielles uniquement.

b Matchs officiels uniquement.
Kie Tamai (玉井 希絵, Tamai Kie), née le 24 octobre 1992 à Matsusaka (Japon), est une joueuse internationale japonaise de rugby à XV évoluant au poste de deuxième ligne.

## Biographie
Kie Tamai naît le 24 octobre 1992. En 2022, elle joue pour le club des Mie Pearls (ja) dans la préfecture de Mie. Elle compte 14 sélections en équipe du Japon quand elle est retenue en septembre 2022 pour disputer sous les couleurs de son pays la Coupe du monde en Nouvelle-Zélande.
À partir de la saison 2023-2024, elle rejoint le club anglais des Ealing Trailfinders,.